# Gerhard Scheibe
Hans Gerhard Scheibe (* 1939 in Bochum; † 14. Mai 2011 in Berlin) war ein deutscher Bildhauer, Zeichner und bildender Künstler.

## Leben
Nach einer Lehre zum Maschinenschlosser in Bochum und einem Studium der Betriebstechnik in Dortmund zog Gerhard Scheibe 1962 nach Berlin und betrieb dort von 1965 bis 1987 eine eigene Autolackiererei und Karosseriewerkstatt. Seine Liebe zur Kunst und seine Neugierde an der Formbarkeit unterschiedlichster Materialien führte aber schon während seiner Maschinenschlosserlehre dazu, dass er die anfallenden Materialien nutzte, um außergewöhnliche Skulpturen aus Metall und Schrott zu formen. Über viele Jahre arbeitete er mit verschiedensten Materialien wie Holz und Stahl.
1984 hatte H. G. Scheibe seine erste Einzelausstellung auf der Bundesgartenschau in Berlin.
Nach dem Verkauf seiner Auto-Werkstatt 1987 widmete er sich ausschließlich der Kunst.
In Berlin-Gatow lebte und arbeitete er in seinem Atelier, das zugleich steter Anlaufpunkt für zahlreiche Künstler und Kunstfreunde war.
Am 14. Mai 2011 starb der Künstler und „Menschensammler“, wie er sich selbst nannte, in Berlin.

## Werk
Neben zahlreichen Holz- und Stahlplastiken schuf Scheibe auch nichtgegenständliche Arbeiten sowie Skizzen, Gemälde und Lackarbeiten. Zu seinen bekanntesten Werken zählt die 1987 geschaffene „Berliner Pflanze“, sein wichtigstes politisches Kunstwerk, anlässlich der 750-Jahr-Feier Berlins entstanden. Die „Berliner Pflanze“ ist ein mehrere Quadratmeter großes Blattwerk aus Stahl, das die Umrisse Gesamt-Berlins und der Berliner Bezirke zeigt. Zur Entstehungszeit 1987 markierten noch Stahlstifte auf der Skulptur den Verlauf der Mauer, die gleich nach dem Mauerfall beseitigt wurden.
Miniaturen seiner „Berliner Pflanze“ überreichte Hans Gerhard Scheibe zunächst an Alt-Bundeskanzler Helmut Schmidt, 1990 an den damaligen Regierenden Bürgermeister Walter Momper und den Bundespräsidenten Richard von Weizsäcker. 1992 anlässlich der Verleihung der Berliner Ehrenbürgerschaften erhielten Michail S. Gorbatschow, Helmut Kohl und Ronald Reagan, beziehungsweise deren Vertreter Exemplare der limitierten Miniaturen.

## Ausstellungen
Scheibe war Teilnehmer an zahlreichen Gruppenausstellungen, u. a. in Riga und in Berlin an der Freien Berliner Kunstausstellung
- 1984 Einzelausstellung auf der Bundesgartenschau in Berlin
- 1991 Einzelausstellung in der Bulgarischen Botschaft in Berlin
- 1993 und 1999 Einzelausstellungen in der Zitadelle Spandau
- 2005 Einzelausstellung im Sony-Center Berlin